# Ignazio Ribotti
Ignazio Ribotti, conte di Molières (Nizza, 12 novembre 1809 – Briga, 26 settembre 1864) è stato un militare e patriota italiano.

## Biografia
Figlio cadetto di una famiglia comitale si arruolò nelle Guardie del Corpo del Re, corpo dell'Armata Sarda, il 27 novembre 1826 e fu promosso sottotenente il 15 dicembre 1830; nel febbraio del 1831 passò alla brigata Piemonte. Implicato nella congiura dei Cavalieri della libertà, parte dei moti del 1830, dopo una detenzione di nove mesi fu mandato in esilio recandosi prima in Francia, da cui fu espulso per aver preso parte ai moti del '32 avvenuti in occasione dei funerali del generale Lamarque, e in seguito in Portogallo dove combatté dal 1832 al 1835 (raggiungendo il grado di capitano e ottenendo una pensione vitalizia), quindi si spostò in Spagna dove prestò servizio nei Cacciatori di Oporto dal '36 al '40, combattendo contro le pretese dinastiche di Don Carlos e raggiungendo il grado di tenente colonnello. Fu, per qualche tempo, capo di stato maggiore agli ordini di Giovanni Durando.
Seguace del Fabrizi nella Legione italica nel 1843 tornò in Italia per preparare un piano militare di sostegno a un'insurrezione progettata, passando, con grave rischio, da Messina e Napoli e recandosi infine in Romagna. In seguito, raccolti quanti più emigrati possibile, partecipò ai moti di Rimini del 1846, rifugiandosi, in seguito alla loro repressione, in Spagna, Allo scoppiò dei moti del 1848 vi prese parte e, dopo essere stato in Toscana, si recò a Palermo e offrì i suoi servigi ai siciliani, venendo nominato colonnello e comandante del Vallo di Messina; in seguito fu promosso generale e posto a capo di una spedizione di 500 siciliani a sostegno dell'insurrezione calabrese, insieme al colonnello Enrico Fardella e al  capo di stato maggiore Mariano Delli Franci . La spedizione, sbarcata il 13 giugno a Paola, ebbe però esito infelice. Al fallimento della rivoluzione nel 1849, nel tentativo di lasciare il paese, fu catturato da un piroscafo borbonico nelle acque di Corfù e imprigionato a Napoli in Castel Sant'Elmo per 5 anni, senza processo e in isolamento.
Nel 1855 fu nominato, dal governo sardo, capitano in soprannumero, non essendogli stati riconosciuti i gradi guadagnati nel '48, della Casa Reale Invalidi e Compagnie Veterani. Incaricato di organizzare la legione anglo-italiana, che doveva prestare servizio a fianco dell'Inghilterra nella guerra di Crimea, si recò per questo motivo a Malta, cosa che però gli costò la dimissione, in quanto, come militare, non aveva richiesto la necessaria autorizzazione.

Iscrittosi alla Società nazionale ebbe da Cavour, prima dell'inizio della guerra del 1859, l'incarico di una missione segreta a Parma. Nello stesso anno comandò a Massa, dopo averla riorganizzata, la formazione dei Cacciatori della Magra da cui ebbe origine la brigata Modena di cui il Ribotti, giunto al grado maggior generale il 30 luglio 1859, fu comandante. 

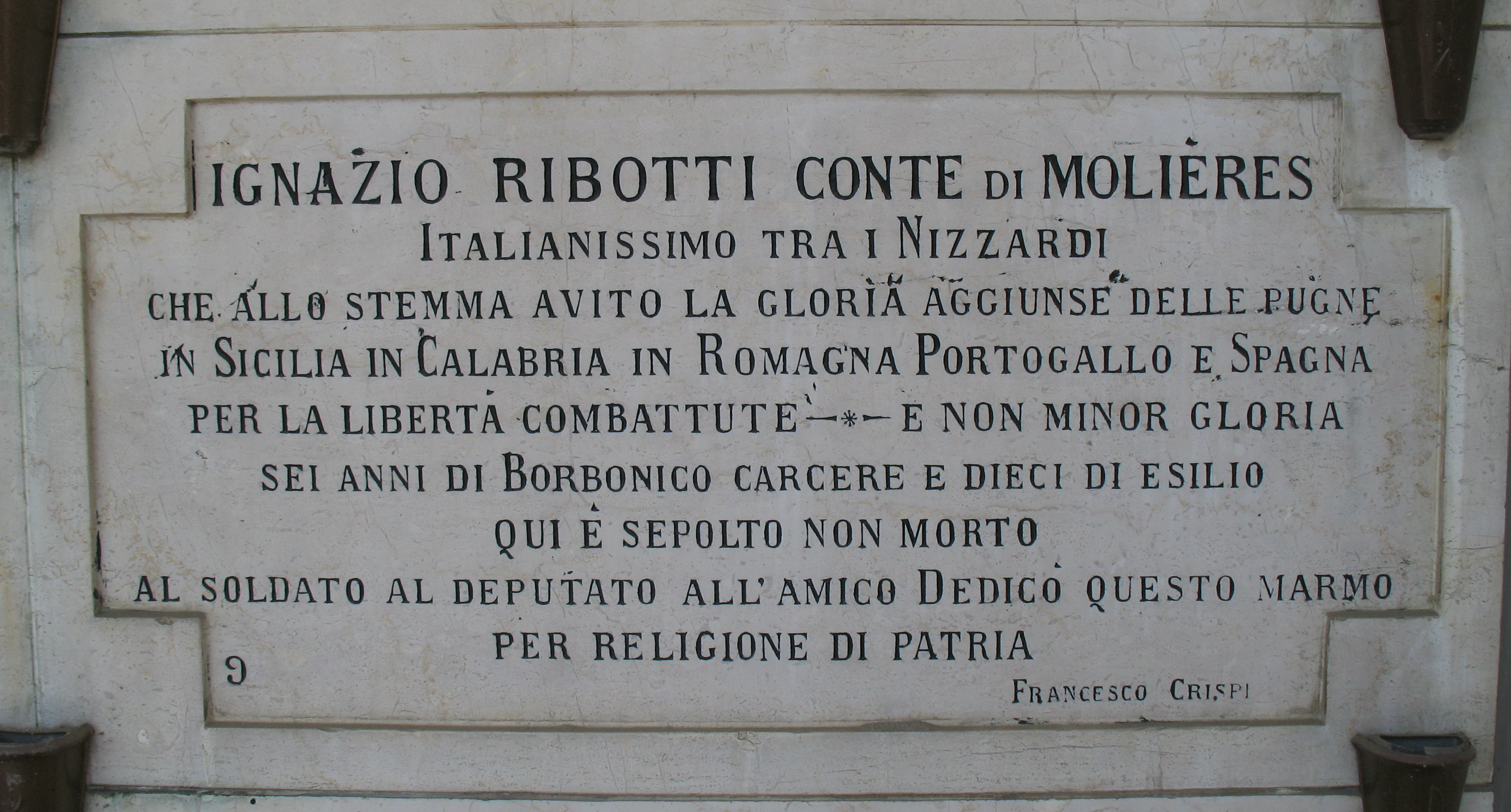
Lapide di Ribotti presso il Cimitero monumentale di Torino

 Fu proposto da Fanti, ministro della guerra e suo amico, al Cavour per la guida dell'insurrezione siciliana scoppiata nel 1860; la proposta fu comunque poi superata dagli eventi (secondo altre fonti egli rifiutò per ragioni d'opportunità) della spedizione dei Mille e il Ribotti fu quindi destinato al comando di una divisione stanziata presso la frontiera pontificia e anche ad una missione segreta a Napoli. Dopo la promozione a luogotenente generale avvenuta l'8 marzo (contestualmente alla nomina a governatore dell'Emilia), fu comandante della 12ª divisione e in seguito, dal febbraio 1863, della divisione territoriale di Modena.
Venne eletto nell'aprile 1860 deputato del regno di Sardegna nella VII legislatura, e confermato nel 1861 nell'VIII, la prima del regno d'Italia.
Passò i suoi ultimi anni a Modena, morì a Briga, in Svizzera, mentre stava tornando dalle terme di Leuk; venne seppellito presso il Cimitero monumentale di Torino.

## Onorificenze
Decorato con la croce di Grand'Ufficiale dell'Ordine dei Santi Maurizio e Lazzaro
Nella città di Roma una via porta il suo nome.